# Bezprym

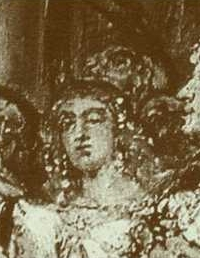
Fictief portret door Jan Matejko.

Bezprym (ook Bezprem, Wezprem; 986 - 1032) was vanaf 1031 hertog van Polen uit de dynastie van de Piasten.

## Leven
Bezprym was de oudste zoon van koning Bolesław I uit zijn tweede huwelijk met een Hongaarse prinses, waarschijnlijk een dochter van Géza. Bezpryms ongewone naam lijkt van Slavische, en niet van Hongaarse afkomst te zijn. De bronnen zwijgen over Bezpryms leven na de scheiding van zijn ouders in 987. Volgens de ene hypothese zou hij een monnik in Pereum zijn geweest (999), volgens een andere zou hij in Hongarije hebben gewoond (en zijn naam hebben gegeven aan de Hongaarse plaats Veszprém).
Na de dood van zijn vader in 1025, die zijn zoon Mieszko II. uit zijn derde huwelijk met Emnilda als opvolger en erfgenaam had aangeduid, greep Bezprym de vertwijfelde situatie, waarin zijn halfbroer het koninkrijk Polen, door oorlogen met de buurlanden en conflicten met de adellijke oppositie had gebracht, aan om zijn aanspraken op de troon te doen gelden. Hij dwong in 1031 met de hulp van Russische troepen en in een alliantie met keizer Koenraad II zijn halfbroer, koning Mieszko II, om samen met zijn jongste broer, Otto, te vluchten naar Bohemen. Als opvolger van Mieszko II, verzaakte hij aan de kroon en regalia, die hij aan Koenraad II overdroeg.
Toen Bezprym in 1032 werd vermoord, kon Mieszko II terugkeren op de troon, maar moest zich echter in 1033 aan Koenraad II onderwerpen en met het delen van zijn erfenis met zijn verwanten, Diederik en zijn broer Otto, instemmen.

## Historische bronnen
- Annales Altahenses maiores ad annum 1031-1032 (= W. von Giesebrecht - E. von Oefele (edd.), Monumenta Germaniae Historica, Scriptores rerum Germanicarum in usum scholarum separatim editi, IV, Hannover, 1890, p. 18).
- Annales Hildesheimenses ad annum 1031-1032 (= G. Waitz (ed.), Monumenta Germaniae Historica, Scriptores rerum Germanicarum in usum scholarum separatim editi, VIII, Hannover, 1878, pp. 36-37).
- Annalista Saxo ad annum 991, 1017 (?), 1031-1032 (= K. Nass (ed.),Monumenta Germaniae Historica, Scriptores, XXXVII, Hannover, 2006, pp. 254, 352, 368-369).
- Thietmar van Merseburg, Chronicon IV 58 (37), 59 (38) (= R. Holtzmann (ed.), Monumenta Germaniae Historica, Scriptores rerum Germanicarum, Nova series, IX, Berlijn, 1935, pp. 198, 199).